# Заготзерно (Омская область)
Заго́тзерно — посёлок в Саргатском районе Омской области России. Входит в состав Саргатского городского поселения.

## История
В соответствии с Законом Омской области от 30 июля 2004 года № 548-ОЗ «О границах и статусе муниципальных образований Омской области» посёлок вошёл в состав образованного муниципального образования «Саргатское городское поселение».

## География
Расположен в центре региона, на левом берегу реки Иртыш, у впадения р. Пономарёвка.

## Население
| 2010 |
| ---- |
| 151  |

## Инфраструктура
Пристань.

## Транспорт
Водный транспорт.
Просёлочные дороги.